# ستيغودون
ستيغودون (باللاتينية: Stegodon) هو جنس منقرض من الثدييات يتبع رتبة الخرطوميات، عاش في عصر الميوسين .